# Gare routière internationale de Paris-Gallieni
La gare routière internationale de Paris-Gallieni est une ancienne gare routière située à nord-est de Paris sur le territoire de la commune de Bagnolet, en Seine-Saint-Denis, non loin de l'avenue Gallieni. Inaugurée en 1993, c'était une des plus importantes gares routières d'autocars d'Europe.

## Description
La situation de cette gare routière la rendait très accessible car se trouvant à côté du boulevard périphérique de Paris, au cœur d'un échangeur routier important près de la porte de Bagnolet où aboutit l'autoroute A3.
Totalisant plus de 6 000 m2, à l'ouest du centre commercial Auchan Bel Est, elle comprenait deux niveaux : le premier consacré à l'accueil des passagers, aux formalités d'enregistrement, à la vente de billets et aux renseignements, tandis que le second était réservé aux véhicules, aux taxis ainsi qu'aux passagers pour les arrivées et les départs.
La gare routière était ouverte tous les jours de l'année de 6 heures à 23 heures. 
Le bâtiment était la propriété d'Île-de-France Mobilités (anciennement STIF), qui gère 200 gares routières en Île-de-France.
La gare, gérée par Eurolines, était dotée de 23 quais. Malgré ce nombre, elle était régulièrement saturée et il n'était pas rare de voir les autocars stationner sur les rues avoisinantes voire sur les bretelles d'accès au périphérique, générant des nuisances sonores.
À la fin de la semaine commençant le 20 juillet 2020, la gare routière cesse toute activité en raison de la liquidation judiciaire de son gestionnaire. Elle est depuis fermée et désormais à l'abandon.

## Correspondances
La gare routière est desservie par la station de métro Gallieni, terminus de l'extrémité est de la ligne 3 du métro de Paris (la gare est reliée à la station grâce à un couloir de liaison) et par les lignes de bus RATP 76, 102, 122, 221, 318 et 351.

### Lien  externe
- Gare routière internationale de Paris-Gallieni, sur le site officiel du tourisme en Seine-Saint-Denis